# 库尔若内
库尔若内（法語：Courjeonnet，法語發音：[kuʁʒɔnɛ]）是法国马恩省的一个市镇，属于埃佩尔奈区。

## 地理
库尔若内（48°49'45"N, 3°50'2"E）面积5.55 平方千米，位于法国大東部大區马恩省，该省份为法国东北部内陆省份，北起阿登省，西北接埃纳省，西南接塞纳-马恩省，南至奥布省，东南接上马恩省，东临默兹省。
与库尔若内接壤的市镇（或旧市镇、城区）包括：大布鲁西、小布鲁西、夸扎尔-若什、勒沃、维勒沃纳尔。

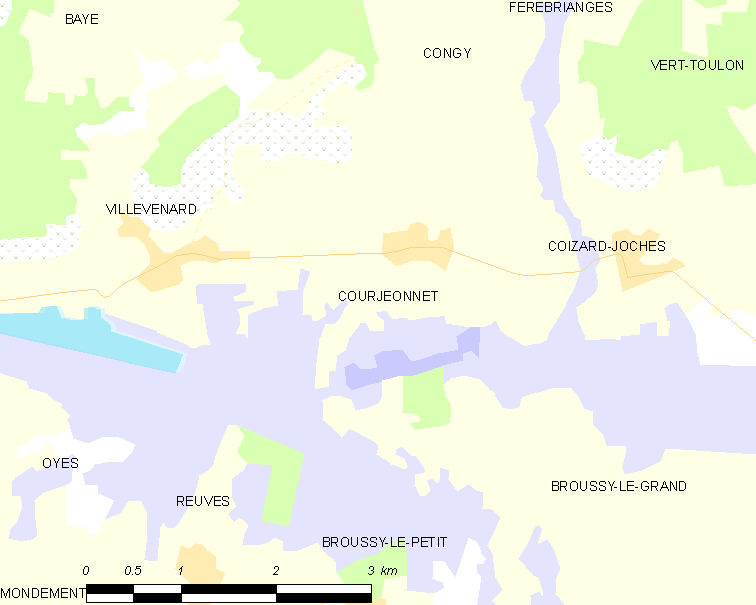
库尔若内的OSM定位图

库尔若内的时区为UTC+01:00、UTC+02:00（夏令时）。

## 行政
库尔若内的邮政编码为51270，INSEE市镇编码为51186。

## 政治
库尔若内所属的省级选区为多尔芒-香槟景县。

## 人口

1962-2008年间库尔若内人口变化图示

库尔若内于2022年1月1日时的人口数量为49人。